# Agnostogonus
Agnostogonus (лат.) — род трилобитов-агностид, включающий единственный описанный вид — Agnostogonus incognitus. Фоссилии (ископаемые остатки), однозначно принадлежащие A. incognitus, встречаются в отложениях верхнекембрийских формаций Хуацяо (Китай) и Жумабай (Казахстан) возрастом приблизительно в 501—498,5 млн лет назад. В отложениях формации Дедвуд в США примерно того же возраста (Южная Дакота и Вайоминг) были обнаружены фоссилии Agnostogonus cf. incognitus, которые принадлежат представителю того же рода, но имеют некоторые отличия от фоссилий Agnostogonus incognitus, из-за которых невозможно уверенно отнести их к этому же виду.
Род и вид были описаны А. А. Опиком (A. A. Opik) в 1967 году.

## Описание
Agnostogonus incognitus характеризуется плохо выраженными цефалоном и пигидием, в которых видны только базальные доли, слабый осевой узел и задняя часть глабели на цефалоне. Только передняя часть оси пигидия определяется по небольшому осевому узлу. Границы цефалона и пигидия имеют одинаковую ширину.
Agnostogonus cf. incognitus из формации Дедвуд имеет аналогичные особенности цефалона, но его пигидиальная граница шире границы цефалона, а пигидиальный осевой узел расположен чуть сзади, чем в определении расположения пигидия Опика.
Toragnostus bituberculatus напоминает A. incognitus, но у него отсутствует граница цефалона, медиана глабеллярного узла расположена намного впереди, а пигидий имеет гораздо более широкую ось и более слабый осевой узел. Агностид более молодого геологического возраста, Litagnostus levisensis, обладает схожим пигидием, но отличается менее выраженным цефалоном.

## Палеоэкология
Agnostogonus incognitus были медлительными представителями эпифауны, то есть малоподвижными донными животными. По виду питания они являлись детритофагами.